# Cyclopoida
Cyclopoida е разред малки ракообразни от подклас Copepoda. Подобно на много други представители от този подклас са малки планктонни животни, живеещи еднакво добре в солени и сладки води. Те могат да се движат бързо.
Представителите се отличават от останалите с това, че първият чифт антенки е по-къс от дължината на главата и гърдите. Четвъртият и петият сегмент на тялото са срастнали.